# Armeiros Kalthoff
Os Kalthoffs foram uma proeminente família dinamarquesa de armeiros durante o século XVII.

## Origem
A família foi fundada por Herman Kolthoff (1540-1610) da propriedade Kultenhof no ducado dinamarquês de Schleswig (atualmente Kaltenhof, Schleswig-Holstein, Alemanha), que teve vários filhos que ficaram famosos em toda a Europa.
- Peder Hermansen Kalthoff - Serviu Frederik III da Dinamarca como Chefe do Arsenal, 1600-1672
- Matthias Hermansen Kalthoff - Armeiro Dinamarca, 1608-1681
- Caspar Hermansen Kalthoff (Sr.) - Serviu Carlos I da Inglaterra, 1606-1664
  - Caspar Kalthoff (Jr.) - Serviu ao czar Alexis da Rússia e Carlos II da Inglaterra
- Henrick Hermansen Kolthoff - Fundou forjas na Suécia e na Noruega, 1610-1661
- William Hermansen Kalthoff - Arma de repetição patenteada na França

## Realizações
A família Kalthoff é mais conhecida pelo sistema implantado na repetidora Kalthoff - uma arma de repetição por pederneira de fogo rápido que podia atingir uma cadência de tiro de 20-30 tiros/minuto.
Exemplares assinados de suas armas podem ser encontrados no Castelo de Windsor, no Museu de Guerra da Dinamarca, no Arsenal Real Sueco e nas coleções do Arsenal do Kremlin.

## Descendentes
O nome Kalthoff é um único sobrenome e o nome de grafia foi registrado como Kaldtoft, Kalthof, Kaltof, Kaltoft, Koldtoft de acordo com a pronúncia local e os hábitos de grafia. Todas as famílias com esses nomes na Escandinávia são descendentes. A semente original Kalthoff em cada país compartilhava o nome "Hermansen" indicando um pai comum, era famosa por habilidades metalúrgicas avançadas (fabricação de ferro, fórmula avançada de aço para rifles de repetição, etc.) e nasceram com uma década de diferença.